# Neurohypophyse

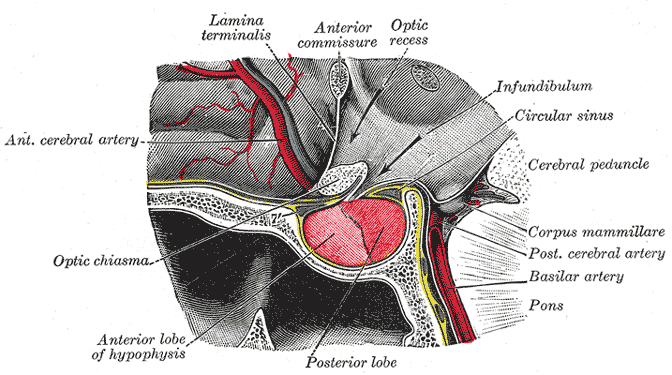
Die anatomische Lage von Vorder- und Hinterlappen (hell- bzw. dunkelrot gezeigt) der Hypophyse (Hirnanhangdrüse) an der menschlichen Schädelbasis in der Sella turcica (Türkensattel). Der Hypophysenhinterlappen ist entwicklungsgeschichtlich ein Teil des Gehirns und wird auch Neurohypophyse genannt.

Die Neurohypophyse (lateinisch Neurohypophysis), auch als Hypophysenhinterlappen (HHL) bezeichnet, ist ein Teil der Hirnanhangsdrüse (Hypophyse). Die von Neuronen im Hypothalamus des Zwischenhirns gebildeten Neuropeptide Oxytocin und Vasopressin werden axonal in den Hinterlappen der Hypophyse transportiert und hier als Peptidhormone in die Blutbahn abgegeben. Im Unterschied zur Adenohypophyse ist die Neurohypophyse entwicklungsgeschichtlich ein Teil des Gehirns.
Der in der Humananatomie verwendete Begriff Hypophysenhinterlappen bezieht sich auf die topografische Situation beim Menschen, da die Neurohypophyse hier den hinteren Abschnitt der Hypophyse bildet. Vergleichend-anatomisch ist er allerdings unzutreffend, da die Neurohypophyse bei einigen Säugetieren (etwa Raubtieren, Pferden) vollständig von der Adenohypophyse umschlossen wird.

## Hormone
In der Neurohypophyse werden zwei wichtige Hormone an das Blut abgegeben, die sich einander als Nonapeptide sehr ähnlich sind:
- Vasopressin, auch Antidiuretisches Hormon (ADH) oder Adiuretin genannt, regelt die Wasserresorption in den Nieren; unter ADH-Wirkung wird der Urin stärker konzentriert und zugleich steigt der Blutdruck
- Oxytocin bewirkt u. a. die Zusammenziehung von glatter Muskulatur, insbesondere der Gebärmutter während der Geburt (Ferguson-Reflex), und regt in der Milchdrüse die Milchausschüttung an.

## Anatomie
Die Neurohypophyse besteht aus zwei Anteilen, wobei
- der Hypophysenstiel (das Infundibulum) mit dem Rest des Gehirns verbindet und
- der Hinterlappen (die Pars nervosa) den hinteren Teil der Hypophyse darstellt.

Die Neurohypophyse steht über den Tractus hypothalamohypophysialis mit dem Hypothalamus in Verbindung. Im Nucleus supraopticus gebildetes ADH und im Nucleus paraventricularis gebildetes Oxytocin werden an Neurophysine gebunden, durch Axone dieses Tractus vom Hypothalamus zum Hypophysenhinterlappen transportiert und dort gespeichert. Bei Bedarf werden die Hormone proteolytisch von ihrem Neurophysin gespalten und in die Blutbahn abgegeben. Die Neurohypophyse ist damit ein Neurohämalorgan.